# 帝国テストパイロット学校
帝国テストパイロット学校（ていこくテストパイロットがっこう、Empire Test Pilots' School：ETPS）は、イングランドのウィルトシャー、英国防省のボスコム・ダウン基地に所在するテストパイロット（固定翼機と回転翼機の双方）とフライトテスト・エンジニアの養成機関である。この部隊は1943年にこの種の教育機関としては世界で最初に設立された。
ETPSは、英国防省と防衛関連企業のキネティック社（QinetiQ）の間で締結された長期の共同事業契約に則り運営されている。

## 歴史
第二次世界大戦中に導入された数多くの新型航空機のテスト中に発生する事故率の高さを憂慮したサー・ラルフ・ソーリー空軍元帥は1943年にボスコム・ダウン基地で「テストパイロット訓練飛行」（"Test Pilots' Training Flight"）を設立した。
1943年6月21日にこの部隊はボスコム・ダウンで航空機・兵装実験機関（A&AEE）内の「テストパイロット学校」（Test Pilots' School）として独立した組織となった。この訓練学校の実施要綱は「組織や産業で研究開発される航空の分野におけるテスト任務を実施するための適切な訓練をパイロットに施す。」であった。1944年7月28日にこの学校は「帝国テストパイロット学校」（"Empire Test Pilots' School"：ETPS）と改称され、これにより1943年夏に始まり正式には1944年2月29日に終了する第1期課程の訓練生のみが元々の名称の学校での卒業生となった。
S・ウロース（S. Wroath）中佐の指揮と技術教官の民間人G・マクラーレン・ハンフリーズ（G. Maclaren Humphreys）の協力の下で行われた最初の訓練課程には当初18名のパイロット、その多くは英空軍、艦隊航空隊、英海軍からの参加であったが3名の民間人（全員がブリストル飛行機の社員であった）が含まれていた。5名の訓練生は訓練課程が要求する数学の水準が高すぎることに気付き最初の1週間で姿を消し、英空軍の11名（イーグル飛行隊の一員だったアメリカ人のJ・C・ネルソン少佐を含む）と艦隊航空隊の2名の計13名が第1期の課程を修了した。第1期課程の卒業生のうち後に5名がテストパイロットとしての任務中に死亡した。

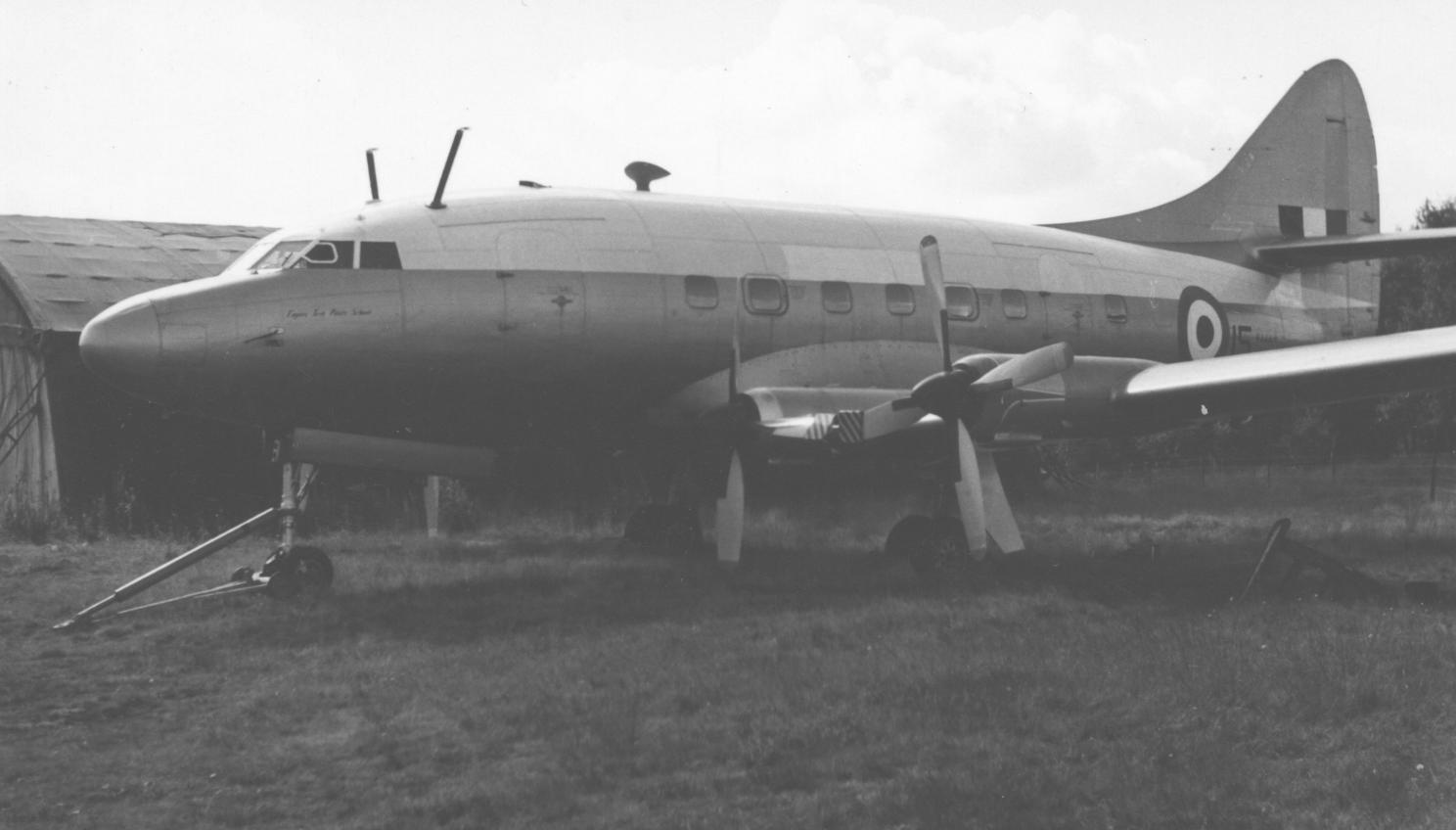
1950年代半ばにファーンボロでETPSの多発機訓練機として使用されていたアームストロング・ホイットワース アポロ

ボスコムダウンでのA&AEEの急速な拡張により訓練学校は1945年10月にクランフィールド空軍基地に移転し、1947年7月12日にファーンボロの王立航空研究所の隷下に入り、そこで1968年1月29日にボスコムダウンの戻ってくるまでのほぼ21年の期間に幅広い種類の航空機を飛行させてきた。
1963年まで固定翼機と回転翼機パイロットには同一の訓練課程と回転翼機パイロットは課程の最後で特化した訓練課程が課されていたが、1963年から回転翼機パイロット用の訓練課程が独立し、1974年にはフライトテスト・エンジニア用の訓練課程が独立した。この訓練学校は「より幅広い飛行テスト実施機関の要望に応じて特定の航空機のテストと評価（Air Test and Evaluation：AT&E）訓練」といった幾つかの短期課程も提供している。。
2001年に英国政府からカーライル・グループ（Carlyle Group）へ売却され、キネティックを構成する一連の研究機関にETPSが含まれていた。ETPSは現在キネティックと英国防省との協業で運営されている。
帝国テストパイロット学校はこの種の教育機関としては世界で最初に設立され、1944年にカリフォルニア州のエドワーズ空軍基地で設立されたアメリカ空軍テストパイロット学校、1945年にメリーランド州で設立されたアメリカ海軍テストパイロット学校や1946年に設立されたフランスのEPNER（École du Personnel Navigant d'Essais et de Réception）といった類似の訓練機関がこれに続いた。インド（バンガロールのインド空軍テストパイロット学校）と日本も後年になりこの種の機関を設立した。これらの学校間ではカリキュラムの交換を行っており、これにより訓練生はより幅広い種類の航空機の飛行テストを行う機会を得ることが出来る。
加えてこのような訓練生の交換で英国、フランス、米国の訓練学校間で各国の航空機の搭乗機会を共有し、それにより訓練生は自身の訓練課程の中で幅広い種類の航空機の経験を積むことができる。

## E.T.P.S.の指揮官
注：1968年以前の指揮官の氏名はETPSの25周年記念冊子から（下記の出典を参照）
| 就任   | 離任   | 階級/肩書き | 氏名                                 | 受勲                   | 所属         | 国籍             | E.T.P.S. 課程 |
| ------ | ------ | ----------- | ------------------------------------ | ---------------------- | ------------ | ---------------- | ------------- |
| 1943年 | 1944年 | 中佐        | S・ウロース S. Wroath                | A.F.C.                 | イギリス空軍 | イギリス         | -             |
| 1944年 | 1945年 | 大佐        | J・F・X・マッケンナ J.F.X. McKenna   | A.F.C.                 | イギリス空軍 | イギリス         | -             |
| 1945年 | 1947年 | 大佐        | H・J・ウィルソン H.J. Wilson         | A.F.C.                 | イギリス空軍 | イギリス         | -             |
| 1947年 | 1948年 | 大佐        | S・R・ウビー S.R. Ubee               | A.F.C.                 | イギリス空軍 | イギリス         | -             |
| 1949年 | 1950年 | 大佐        | L・S・スネイス L.S. Snaith           | A.F.C.                 | イギリス空軍 | イギリス         | -             |
| 1950年 | 1953年 | 大佐        | A・E・クラウストン A.E. Clouston     | D.S.O.、D.F.C.、A.F.C. | イギリス空軍 | ニュージーランド | -             |
| 1953年 | 1957年 | 大佐        | S・ウロース S. Wroath                | C.B.E.、A.F.C.         | イギリス空軍 | イギリス         | -             |
| 1957年 | 1959年 | 大佐        | R・E・バーンズ R.E. Burns            | C.B.E.、D.F.C.、A.F.C. | イギリス空軍 | イギリス         | -             |
| 1960年 | 1961年 | 大佐        | K・R・ヒックソン K.R. Hickson        | A.F.C.とバー           | イギリス海軍 | イギリス         | No. 4         |
| 1961年 | 1965年 | 大佐        | R・A・ワッツ R.A. Watts              | A.F.C.                 | イギリス空軍 | イギリス         | No. 6         |
| 1965年 | 19xx年 | 大佐        | W・J・P・ストレイカー W.J.P. Straker | A.F.C.                 | イギリス空軍 | イギリス         | No. 9         |
| 不明   | 不明   | 中佐        | マーティン・メイヤー Martin Mayer    | 不明                   | イギリス空軍 | イギリス         | No. 7 RW      |
| 1998年 | 2001年 | 中佐        | デイヴ・ベスト Dave Best             | 不明                   | イギリス空軍 | イギリス         | 不明          |
| 不明   | 2005年 | 中佐        | チャーリー・ブラウン ’Charlie’ Brown | 不明                   | イギリス海軍 | イギリス         | 不明          |
| 不明   | 2007年 | 中佐        | C・P・モード C.P. Maude              | 不明                   | イギリス海軍 | イギリス         | 不明          |
| 2007年 | 不明   | 中佐        | フィル・ハイド Phil Hayde            | 不明                   | イギリス海軍 | イギリス         | 不明          |

## 航空機
ETPSは2010年現在以下の航空機を使用している。:
- アエロスパシアル ガゼル
- アグスタ A109E
- BAC 1-11
- BAe ホーク
- ビーグル バセット
- ダッソー/ドルニエ アルファジェット
- ホーカー ハンター
- ホーカー・シドレー アンドーバー
- ミル Mi-17
- ノースアメリカン ハーバード
- サーブ 39 グリペン
- ショート ツカノ
- ウェストランド リンクス
- ウェストランド シーキング

以前ETPSで運用されていたイングリッシュ・エレクトリック ライトニング（シリアル番号：XS422）がアングロ＝アメリカン・ライトニング・オーガニゼーションの後援で修復中である。

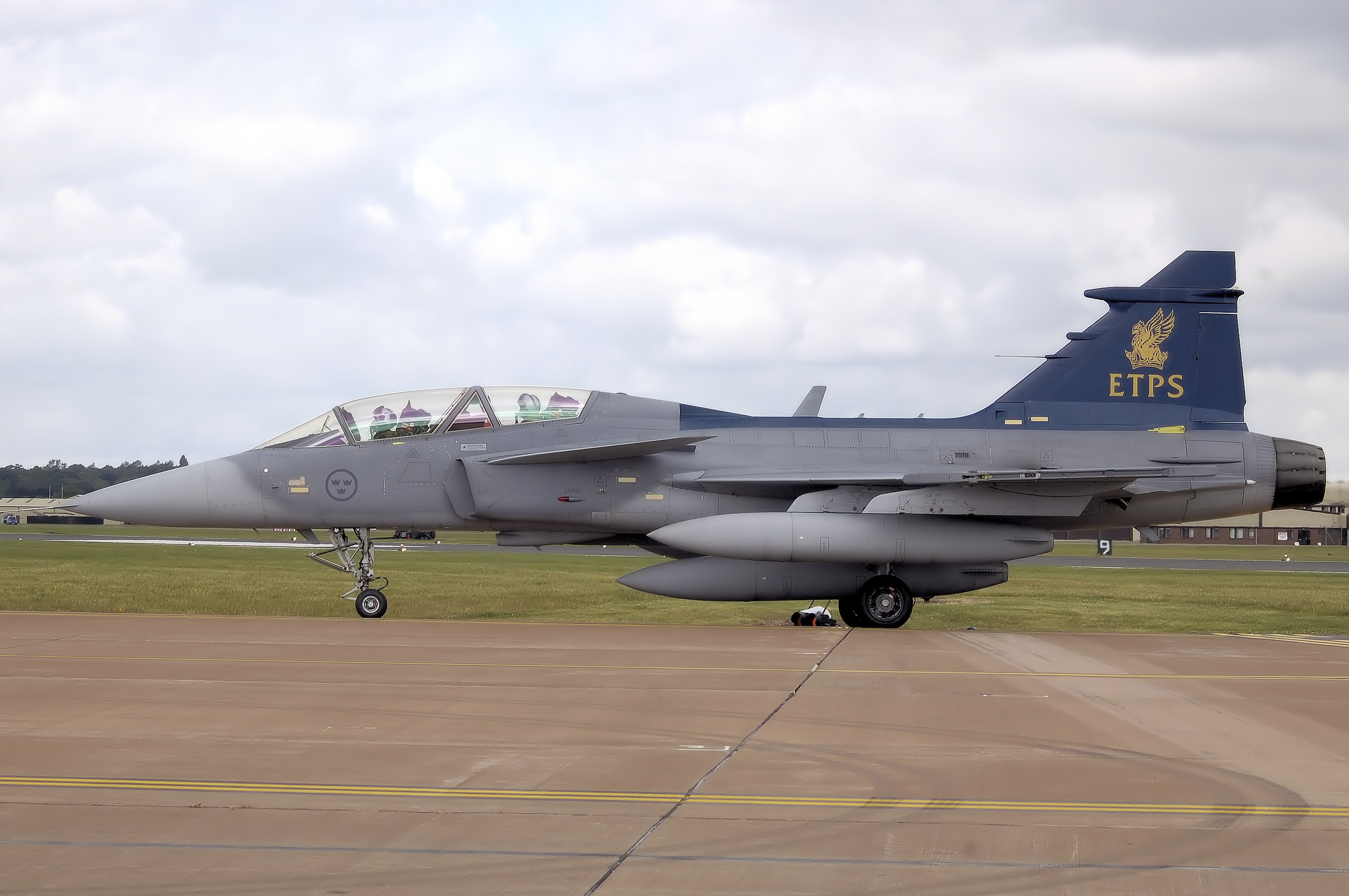
2008年のRIATでタクシング中のETPS所属のサーブ 39 グリペン。尾翼にETPSのロゴ・マーク。
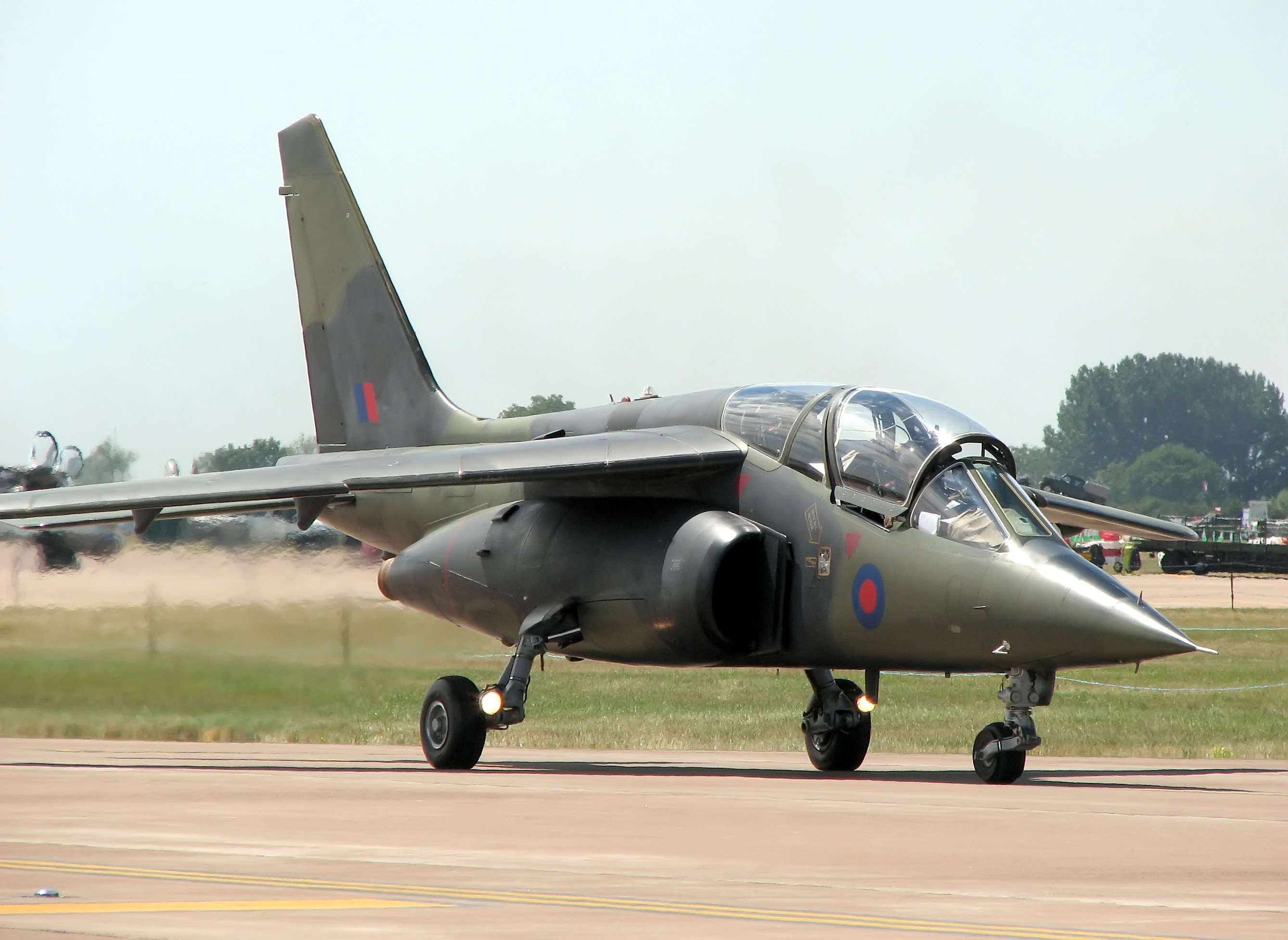
キネティックで使用されているアルファジェット
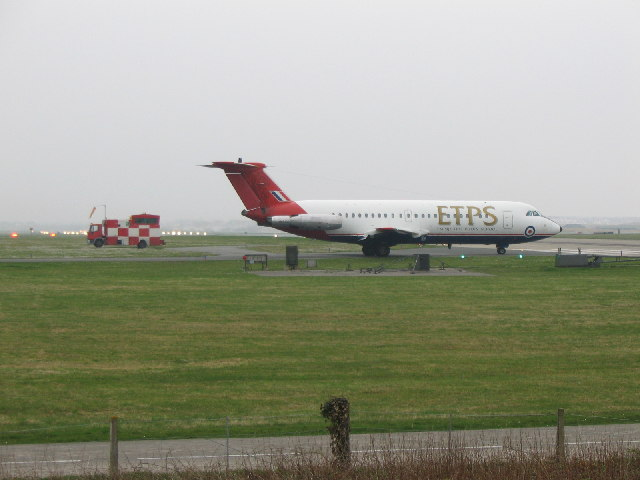
ETPSのBAC 1-11
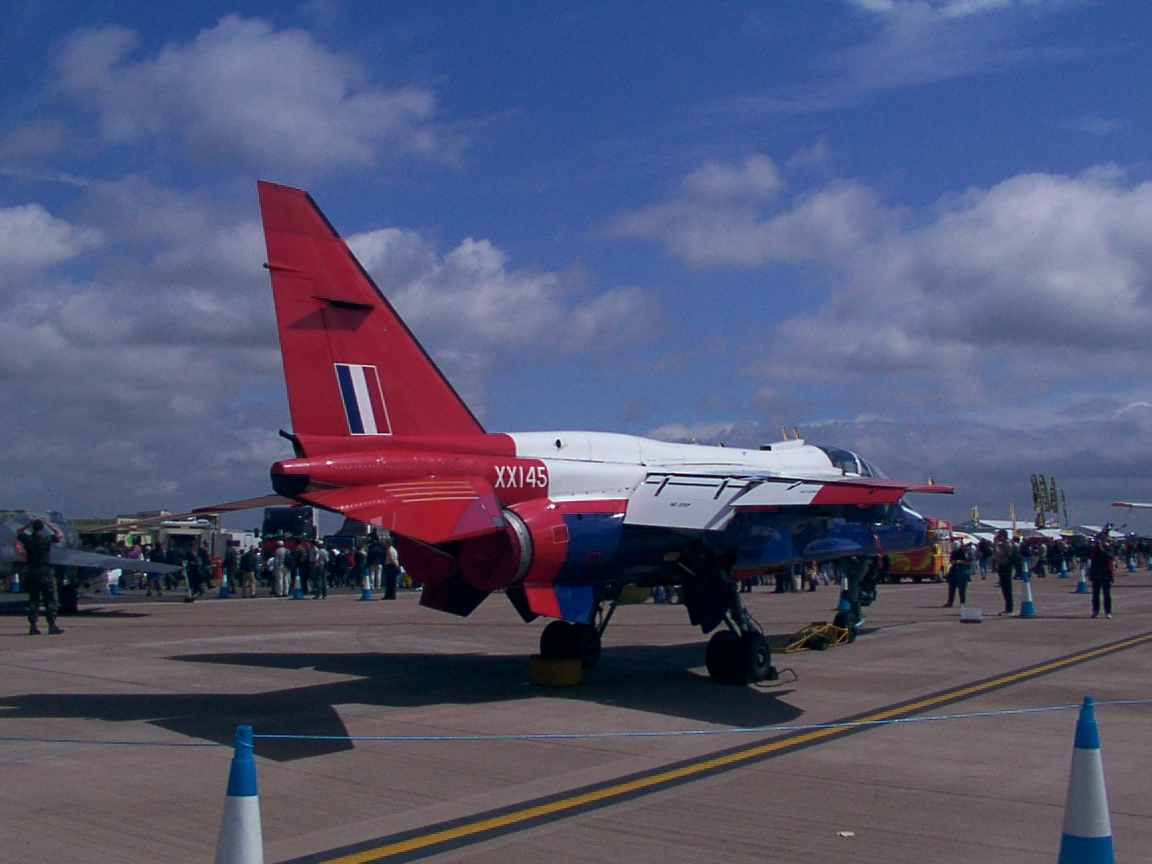
2004年に展示中の既に退役したSEPECAT ジャギュア T2

## 課程のトロフィーと賞
注：1968年以前の指揮官の氏名はETPSの25周年記念冊子から（下記の出典を参照）
トロフィー受賞者の表中で課程名称の略語は以下を使用。
- FW：固定翼機
- RW：回転翼機
- FTE：フライトテスト・エンジニア

### マッケンナ トロフィー
部隊長就任期間中に航空機事故で死亡した2代目の部隊長J・F・X・マッケンナ（J.F.X. McKenna）大佐を記念して制定された賞。当初マッケンナ トロフィーは最優秀の固定翼機訓練生に授与されていたが、現在は回転翼機訓練生にも受賞資格を広げている。受賞者は以下の者。
| 年度      | 課程      | 階級/肩書き  | 氏名                                            | 受勲           | 所属                 | 国籍           |
| --------- | --------- | ------------ | ----------------------------------------------- | -------------- | -------------------- | -------------- |
| 1945年    | No. 3     | 中佐         | D・R・カミング D.R. Cuming                      | A.F.C.         | オーストラリア空軍   | オーストラリア |
| 1945年    | No. 4     | （短期課程） | （無し）                                        | -              | -                    | -              |
| 1946/47年 | No. 5     | 中佐         | W・M・フォスター W.M.Foster                     | D.F.C.         | カナダ空軍           | カナダ         |
| 1947年    | No. 6     | 少佐         | R・W・ウィットム R. W. Whittome                 | O.B.E., D.F.C. | イギリス空軍         | イギリス       |
| 1948年    | No. 7     | 大尉         | J・エリオット J. Elliot                         | -              | イギリス海軍         | イギリス       |
| 1949年    | No. 8     | 中佐         | J・G・スミス J. G. Smith                        | -              | アメリカ海軍         | U.S.A.         |
| 1950年    | No. 9     | 大尉         | G・A・ヘック G. A. Heck                         | -              | カナダ空軍           | カナダ         |
| 1951年    | No. 10    | 大尉         | J・K・ホウ J. K. Hough                          | A.F.C.         | イギリス空軍         | イギリス       |
| 1952年    | No. 11    | 不明         | R・J・ロス R.J. Ross                            | -              | イギリス空軍         | イギリス       |
| 1953年    | No. 12    | 大尉         | B・O・J・フルクルンド B.O.J. Fryklund           | -              | スウェーデン空軍     | スウェーデン   |
| 1954年    | No. 13    | 大尉         | V・J・ヒル V.J. Hill                            | D.F.C.         | オーストラリア空軍   | オーストラリア |
| "         | No. 13    | 大尉         | R・ビナミーニ R. Bignamini                      | -              | イタリア空軍         | イタリア       |
| 1955年    | No. 14    | 大尉         | R・E・ムーア R. E. Moore                        | -              | アメリカ海軍         |                |
| 1956年    | No. 15    | 少佐         | J・S・ハンフリーズ J. S. Humphreys              | -              | イギリス海軍         | イギリス       |
| 1956年    | No. 15    | 中尉         | J・S・アブロット J. A. Hablot                   | -              | フランス海軍         | フランス       |
| 1957年    | No. 16    | 少佐         | T・C・エヴァンス T. C. Evans                    | -              | イギリス海軍         | イギリス       |
| 1958年    | No. 17    | 大尉         | C・V・ゴール C. V. Gole                         | -              | インド空軍           | インド         |
| 1959年    | No. 18    | 少佐         | H・R・ラドフォード H. R. Radford                | -              | イギリス空軍         | イギリス       |
| 1960年    | No. 19    | 少佐         | L・N・フーヴァー L. N. Hoover                   | -              | アメリカ海軍         | U.S.A.         |
| 1961年    | No. 20    | 大尉         | C・C・ラスティン C.C. Rustin                    | -              | イギリス空軍         | イギリス       |
| 1962年    | No. 21    | 大尉         | J・J・ミーカー J.I. Meeker                      | -              | アメリカ空軍         | U.S.A.         |
| 1963年    | No. 22 FW | 大尉         | M・K・アダムス M.K. Adams                       | -              | イギリス空軍         | イギリス       |
| 1964年    | No. 23 FW | 大尉         | T・E・リディホウ T.E. Riddihough                | -              | イギリス空軍         | イギリス       |
| 1965年    | No. 24 FW | 大尉         | S・C・フィッシャー S.C. Fisher                  | -              | オーストラリア空軍   | オーストラリア |
| 1966年    | No. 25 FW | 大尉         | D・T・ワード D.T. Ward                          | -              | アメリカ空軍         | U.S.A.         |
| 1967年    | No. 26 FW | 少佐         | V・W・クライン V.W. Klein                       | -              | アメリカ海軍         | U.S.A.         |
| 1972年    | No. 31 FW | 大尉         | テリー・ファークハーソン Terry Farquharson      | -              | オーストラリア空軍   | オーストラリア |
| 1973年    | 不明      | 不明         | ピーター・ニコルソン Peter Nicholson            | -              | オーストラリア空軍   | オーストラリア |
| 1975年    | No. 35 FW | 不明         | トム・モーゲンフェルド Tom Morgenfeld           | -              | アメリカ空軍         | U.S.A.         |
| 1977年    | 不明      | 大尉         | トレーヴァー・ラルストン Trevor Ralston         | -              | 南アフリカ民間航空局 | 南アフリカ     |
| 1978年    | No. 38 FW | 大尉         | グラハム・トムリンソン Graham Tomlinson         | -              | イギリス空軍         | イギリス       |
| 1980年    | No. 40 FW | 中尉         | ジョン・ブラックバーン John Blackburn           | -              | オーストラリア空軍   | オーストラリア |
| 1984年    | 不明      | 不明         | マリオ・レンツォ・オットーネ Mario Renzo Ottone | -              | イタリア空軍         | イタリア       |
| 1985年    | No. 44 FW | 大尉         | デイヴ・サウスウッド Dave Southwood             | -              | イギリス空軍         | イギリス       |
| 1988年    | 不明      | 不明         | マウリツオ・ケーリ Maurizio Cheli               | -              | イタリア空軍         | イタリア       |
| 1989年    | No. 48 FW | 大尉         | デイヴ・ベスト （Dave Best）                    | -              | イギリス空軍         | イギリス       |
| 1992年    | 不明      | 不明         | フランク・ディビュナー Frank De Winne           | -              | ベルギー空軍         | ベルギー       |
| 1996年    | 不明      | 少佐         | ポール・ストーン Paul Stone                     | -              | イギリス海軍         | イギリス       |
| 2004年    | 不明      | 不明         | ジム・ショフィールド Jim Schofield              | -              | イギリス空軍         | イギリス       |
| 2007年    | 不明      | 不明         | タイタス・ロゴスキ Tytus Rogoyski               | -              | オーストラリア空軍   | オーストラリア |

### エドワーズ トロフィー
このトロフィーはカリフォルニア州のエドワーズ空軍基地により課程の中で最も顕著な進歩を見せた訓練生に授与される。
| 年度   | 課程      | 階級/肩書き | 氏名                                                      | 受勲 | 所属               | 国籍           |
| ------ | --------- | ----------- | --------------------------------------------------------- | ---- | ------------------ | -------------- |
| 1958年 | No. 17    | 大尉        | R・A・ワイト R.A. Whyte                                   | -    | イギリス空軍       | イギリス       |
| 1959年 | No. 18    | 大尉        | J・M・ヘンダーソン J.M. Henderson                         | -    | イギリス空軍       | イギリス       |
| 1960年 | No. 19    | 大尉        | G・M・モリソン G.M. Morrison                              | -    | イギリス空軍       | イギリス       |
| 1961年 | No. 20    | 大尉        | P・J・フェリス P.J. Farris                                | -    | イギリス空軍       | イギリス       |
| 1962年 | No. 21    | 大尉        | P・M・ラマチャンドラン P.M. Ramachandran                  | -    | インド空軍         | インド         |
| 1963年 | No. 22 FW | 大尉        | P・アショカ P. Ashoka                                     | -    | インド空軍         | インド         |
| "      | No. 1 RW  | 大尉        | R・F・マンディ R.F. Mundy                                 | -    | イギリス空軍       | イギリス       |
| 1964年 | No. 23 FW | 少佐        | P・E・H・ベンフィールド P.E.H. Banfield                   | -    | イギリス海軍       | イギリス       |
| 1965年 | No. 24 FW | 大尉        | W・デーヴィス W. Davies                                   | -    | アメリカ海軍       | U.S.A.         |
| 1966年 | No. 4 RW  | 大尉        | P・J・G・ハーパー P.J.G. Harper                           | -    | イギリス海軍       | イギリス       |
| 1967年 | No. 26 FW | 大尉        | A・D・A・クーク A.D.A. Cooke                              | -    | イギリス空軍       | イギリス       |
| 1972年 | 不明      | 大尉        | アシャローム・ロム Ashalom Rom                            | -    | イスラエル空軍     | イスラエル     |
| 1977年 | 不明      | 大尉        | ジョン・フォーリー John Foley                             | -    | オーストラリア空軍 | オーストラリア |
| 1978年 | 不明      | 少佐        | ナイジェル・アーマル＝クリフォード Nigel Armall-Culliford | -    | イギリス海軍       | イギリス       |
| 1980年 | 不明      | 少佐        | ホルスト・ヒックル Horst Hickl                            | -    | 西ドイツ空軍       | 西ドイツ       |
| 1985年 | No. 44 FW | 大尉        | R・マイクルジョン R. Meiklejohn                           | -    | カナダ国防軍       | カナダ         |

### ホーカー ハンター トロフィー
ホーカー ハンター機の名称を冠したこのトロフィーは1960年にホーカー・エアクラフト社により創設された。元々は課程中で最も優秀な実地試験報告書（Preview Handling report）を書いた訓練生に授与されていたが、1966年以降は実地試験訓練が2名から3名で構成されるチーム（syndicate）により行われるようになったためこの賞は最も優秀なチームに授与される。
| 年度   | 課程      | 階級/肩書き | 氏名                                             | 受勲 | 所属               | 国籍           |
| ------ | --------- | ----------- | ------------------------------------------------ | ---- | ------------------ | -------------- |
| 1972年 | 不明      | Mr.         | ギュンター・シュプレンガー Gunter Sprenger       | -    | ドイツ連邦国防省   | 西ドイツ       |
| "      | 不明      | 大尉        | ポール・バックランド Paul Buckland               | -    | イギリス空軍       | イギリス       |
| "      | 不明      |             | コリン・ハーグ Colin Hague                       | -    | イギリス海軍       | イギリス       |
| 1977年 | 不明      | 大尉        | クリス・ロバーツ Chris Roberts                   | -    | イギリス空軍       | イギリス       |
| "      | 不明      | 大尉        | アゴスティーノ・フレディアーニ Agostino Frediani | -    | イタリア空軍       | イタリア       |
| 1978年 | 不明      | 大尉        | ピノ・マラーニ Pino Marani                       | -    | イタリア空軍       | イタリア       |
| "      | 不明      | 大尉        | グラハム・トムリンソン Graham Tomlinson          | -    | イギリス空軍       | イギリス       |
| 1980年 | 不明      | 中尉        | ジョン・ブラックバーン John Blackburn            | -    | オーストラリア空軍 | オーストラリア |
| "      | 不明      | 少佐        | ポール・ハベル Paul Habel                        | -    | アメリカ海軍       | U.S.A.         |
| 1982年 | 不明      | 不明        | ミシェル・トニーニ Michel Tognini                | -    | フランス空軍       | フランス       |
| 1985年 | No. 44 FW | 少佐        | レス・エヴァンス Les Evans                       | -    | イギリス空軍       | イギリス       |
| "      | No. 44 FW | 少佐        | セルジュ・オーベルト Serge Aubert                | -    | フランス空軍       | フランス       |
| 1988年 | 不明      | 不明        | マウリツオ・ケーリ Maurizio Cheli                | -    | イタリア空軍       | イタリア       |

### パタクセント シールド
このトロフィーはパタクセント・リヴァーのアメリカ海軍テストパイロット学校からマッケンナ トロフィーの次点の訓練生に授与される。
| 年度   | 課程      | 階級/肩書き | 氏名                                        | 受勲 | 所属               | 国籍           |
| ------ | --------- | ----------- | ------------------------------------------- | ---- | ------------------ | -------------- |
| 1961年 | No. 20 FW | 大尉        | J・E・C・メイズ J. E. C. Mayes              | -    | イギリス空軍       | イギリス       |
| 1962年 | No. 21 FW | 少佐        | B・キャロル B. Carroll                      | -    | イギリス空軍       | イギリス       |
| 1963年 | No. 22 FW | 大尉        | J・F・ファーリー J. F. Farley               | -    | イギリス空軍       | イギリス       |
| 1964年 | No. 23 FW | 大尉        | D・L・バイウォーター D. L. Bywater          | -    | イギリス空軍       | イギリス       |
| "      | "         | 大尉        | A・M・ウォーデン A. M. Worden               | -    | アメリカ空軍       | U.S.A.         |
| 1965年 | No. 24 FW | 大尉        | L・フェ・ドスティアーニ L. Fe d'Ostiani     | -    | イタリア空軍       | イタリア       |
| 1966年 | No. 25 FW | 大尉        | J・T・ルイス J. T. Lewis                    | -    | イギリス空軍       | イギリス       |
| 1967年 | No. 26 FW | 少佐        | B・J・グラフ B. J. Graf                     | -    | オーストラリア空軍 | オーストラリア |
| 1972年 | No. 31 FW | 大尉        | ジョン・フォーセット John Fawcett           | -    | イギリス空軍       | イギリス       |
| 1977年 | 不明      | 大尉        | ロナルド・カウプ Ronald Cowpe               | -    | イギリス空軍       | イギリス       |
| 1978年 | 不明      | 大尉        | パトリック・ボードレー Patrick Baudry       | -    | フランス空軍       | フランス       |
| 1980年 | 不明      | 中尉        | ジョン・ブラックバーン John Blackburn       | -    | オーストラリア空軍 | オーストラリア |
| 1982年 | 不明      | 不明        | ミシェル・トニーニ Michel Tognini           | -    | フランス空軍       | フランス       |
| 1985年 | No. 44 FW | 少佐        | レス・エヴァンス Les Evans                  | -    | イギリス空軍       | イギリス       |
| 1998年 | 不明      | 不明        | アントイネ・ファン・ゲント Antoine Van Gent | -    | オランダ空軍       | オランダ       |

### ウェストランド トロフィー
元々ウエストランド・エアクラフト社により贈呈されたウェストランド トロフィーでは回転翼機課程の全分野で最も優秀な訓練生が表彰される。
| 年度   | 課程      | 階級/肩書き | 氏名                                    | 受勲 | 所属                 | 国籍           |
| ------ | --------- | ----------- | --------------------------------------- | ---- | -------------------- | -------------- |
| 1963年 | No. 1 RW  | 大尉        | M・C・ジン M. C. Ginn                   | -    | イギリス空軍         | イギリス       |
| 1964年 | No. 2 RW  | 大尉        | M・ホープ M. Hope                       | -    | イギリス海軍         | イギリス       |
| 1965年 | No. 3 RW  | 少佐        | L・G・ロック L. G. Locke                | -    | イギリス海軍         | イギリス       |
| 1966年 | No. 4 RW  | 大尉        | J・H・コックス J. H. Cox                | -    | オーストラリア空軍   | オーストラリア |
| 1967年 | No. 5 RW  | 大尉        | L・V・P・ガルヴィン L. V. P. Galvin     | -    | カナダ空軍           | カナダ         |
| 1972年 | No. 10 RW | 大尉        | ステュアート・コリンズ Stuart Collins   | -    | イギリス空軍         | イギリス       |
| 1977年 | No. 15 RW | Mr.         | トレーヴァー・ラルストン Trevor Ralston | -    | 南アフリカ民間航空局 | 南アフリカ     |
| 1978年 | No. 16 RW | 少佐        | デヴィッド・チャップマン David Chapman  | -    | イギリス海軍         | イギリス       |
| 1980年 | No. 18 RW | 大尉        | テッド・マスタード Ted Mustard          | -    | イギリス空軍         | イギリス       |
| 1985年 | No. 23 RW | 大尉        | ボブ・ホートン Bob Horton               | -    | イギリス海軍         | イギリス       |

### サー アラン・コブハム（Alan Cobham）トロフィー
課程中で最も高い水準の飛行を見せた固定翼機訓練生が表彰される。
| 年度   | 課程      | 階級/肩書き | 氏名                                             | 受勲 | 所属               | 国籍           |
| ------ | --------- | ----------- | ------------------------------------------------ | ---- | ------------------ | -------------- |
| 1977年 | 不明      | 大尉        | アゴスティーノ・フレディアーニ Agostino Frediani | -    | イタリア空軍       | イタリア       |
| 1978年 | 不明      | 大尉        | グラハム・トムリンソン Graham Tomlinson          | -    | イギリス空軍       | イギリス       |
| 1980年 | No. 39 FW | 中尉        | トレーシー・マコーミック Tracey McCormick        | -    | オーストラリア空軍 | オーストラリア |
| 1985年 | No. 44 FW | 大尉        | デイヴ・サウスウッド Dave Southwood              | -    | イギリス空軍       | イギリス       |
| 1988年 | 不明      | 中尉        | マウリツオ・ケーリ Maurizio Cheli                | -    | イタリア空軍       | イタリア       |

### ダンロップ トロフィー
元々ダンロップ・ラバー社により表彰されたダンロップ トロフィーは、各フライトテスト・エンジニア課程の最優秀訓練生に授与される。
| 年度   | 課程       | 階級/肩書き | 氏名                                        | 受勲 | 所属             | 国籍         |
| ------ | ---------- | ----------- | ------------------------------------------- | ---- | ---------------- | ------------ |
| 1977年 | 不明       | 少尉        | M・マハリク M. Maharik                      | -    | イスラエル空軍   | イスラエル   |
| 1978年 | 不明       | 少尉        | ダヴィド・ベネデッティ David Benedetti      | -    | イタリア空軍     | イタリア     |
| 1980年 | No. 7 FTE  | Mr          | ロバート・バダム Robert Badham              | -    | イギリス国防省   | イギリス     |
| 1998年 | 不明       |             | アントイネ・ファン・ゲント Antoine Van Gent | -    | オランダ空軍     | オランダ     |
| 2003年 | No. 27 FTE | 少佐        | イェオ・レオ Jeoh Leo                       | -    | シンガポール空軍 | シンガポール |
| 2008年 | 不明       | 中尉        | アルリク・ホーンカンプ Alrik Hoencamp       | -    | オランダ空軍     | オランダ     |